# José Luís Peixoto
Jose Luís Peixoto (Galveias, Portalegre, 1974. szeptember 4. –) portugál költő, regény- és drámaíró. A lisszaboni egyetemen szerzett diplomát modern angol és német irodalomból. A kilencvenes évek második felében kezdett publikálni. Irodalomkritikusként működött, Praiában és Portugália különböző városaiban tanított, majd végleg az írásnak szentelte idejét. Első regénye a Nenhum Olhar (Egyetlen pillantás nélkül) nyerte el a rangos José Saramago irodalmi díjat 2001-ben. Regényeit lefordították 20 nyelvre, és nemzetközileg is elismert.

## Művei

### Próza
- Morreste-me (2000)
- Nenhum Olhar (2000)
- Uma Casa na Escuridão (2002)
- 2003 - Antídoto (2003)
- Minto Até ao Dizer que Minto (2006)
- Cemitério de Pianos (2006)
- Hoje Não (2007)
- Cal (2007)
- Livro (2010)

### Versek
- A Criança em Ruínas (2001)
- A Casa, a Escuridão' (2002)
- Gaveta de papéis (2008)

### Drámák
- Anathema Estreada (2006)
- À Manhã Estreada (2007)
- Quando o Inverno Chegar (2007)

## Magyarul
- Egyetlen pillantás nélkül (Nenhum Olhar); ford. Bense Mónika; Európa, Bp., 2007 (Modern könyvtár) ISBN 9789630783811

## Fordítás
- Ez a szócikk részben vagy egészben  a   José Luís Peixoto című francia Wikipédia-szócikk fordításán alapul.  Az eredeti cikk szerkesztőit annak laptörténete sorolja fel. Ez a jelzés csupán a megfogalmazás eredetét és a szerzői jogokat jelzi, nem szolgál a cikkben szereplő információk forrásmegjelöléseként.